# Epipaleolitico
L'Epipaleolitico è un periodo compreso tra il Paleolitico superiore e il Neolitico durante l'età della pietra; iniziò circa 11 000 anni a.C., e terminò con l'introduzione dell'agricoltura che si suppone avvenuta nel neolitico circa 8 000 anni a.C. .

## Descrizione
Anche il Mesolitico si colloca tra questi due periodi, e i due vengono talvolta confusi o usati come sinonimi. Più spesso, sono termini distinti, riferendosi approssimativamente allo stesso periodo di tempo in aree geografiche diverse. L'Epipaleolitico include sempre questo periodo nel Levante e, spesso, nel resto del Vicino Oriente. Talvolta include parti dell'Europa sud-orientale, dove il termine Mesolitico è molto più comunemente usato. Il termine Mesolitico include molto raramente il Levante o il Vicino Oriente; in Europa, il termine Epipaleolitico è usato, sebbene non molto spesso, per riferirsi al Mesolitico antico.
L'epipaleolitico fu notevole nel Vicino Oriente, Anatolia e Cipro, cioè in aree in cui la rivoluzione del Neolitico (neolitizzazione) avvenne in anticipo e il cambio climatico rispetto al periodo precedente non fu molto sensibile. I cacciatori-raccoglitori dell'epipaleolitico costruirono strumenti relativamente avanzati da piccole pietre o lame di ossidiana, conosciuti come microliti, utilizzandoli su strumenti di legno. 
Erano ancora generalmente nomadi, anche se la cultura natufiana nel Levante realizzò insediamenti permanenti.